# Bockholmen (vid Tammo, Pargas)
För andra betydelser, se Bockholmen (olika betydelser).
Bockholmen är en ö i Finland. Den ligger i Skärgårdshavet och i kommunen Pargas i den ekonomiska regionen  Åboland i landskapet Egentliga Finland, i den sydvästra delen av landet. Ön ligger omkring 36 kilometer söder om Åbo och omkring 150 kilometer väster om Helsingfors.
Öns area är 14,6 hektar och dess största längd är 0,7 kilometer i sydöst-nordvästlig riktning. Ön höjer sig omkring 25 meter över havsytan.